# 国際標準化機構が定める国際標準一覧 (ISO 2000 から ISO 2999 まで)
ISO 1000 から ISO 1999 まで - 国際標準化機構が定める国際標準一覧 - ISO 3000 から ISO 3999 まで
- ISO 2000 天然生ゴム - 技術規定ゴム(TSR)の仕様の指針
- ISO 2004 濃縮天然ゴムラテックス - 遠心分離法とクリーム状アンモニア - 保存タイプ - 規格
- ISO 2005 濃縮天然ゴムラテックス - スラッジ分の求め方
- ISO 2006 合成ゴムラテックス - 機械的安定度の求め方
- ISO 2007 非硫化ゴム - 可塑性の求め方 - 急速可塑度計法
- ISO 2009 すりわり付き皿小ねじ(並頭スタイル) - 部品等級A
- ISO 2017 機械振動及び衝撃 - 弾性支持装置
- ISO 2020 航空宇宙 - 航空機制御用成形柔軟鋼線鋼
- ISO/IEC 2022 情報技術 - 文字コード構造及び拡張技術
- ISO 2023 ゴムはきもの - 工業用裏付き加硫ゴムブーツ - 規格
- ISO 2026 航空機 - 無線用エンジン始動接続部
- ISO 2027 濃縮天然ゴムラテックス、蒸発、保存 - 規格
- ISO 2028 合成ゴムラテックス - 固形ゴムの調製
- ISO 2031 粒状コルク - かさ密度の測定
- ISO 2033 情報処理 - 機械読み取り文字の符号化(MCR及びOCR)
- ISO 2036 木質フローリング製造用木材 - 木の種類によるマーク表示記号
- ISO 2039 プラスチック - 硬さの測定方法
- ISO 2041 機械振動、衝撃及び状態監視 - 用語集
- ISO 2047 情報処理 - 7ビット符号文字セットの制御文字の図表
- ISO 2062 繊維 - しでひもの糸 - 低速荷重形伸張(CRE)試験機を用いるシングルエンド破断力及び破断時の伸びの測定
- ISO 2063 溶射 - 金属及びその他の無機質皮膜 - 亜鉛、アルミニウム及びそれらの合金
- ISO 2066 弾性床仕上げ材 - 凝集合成コルク - 水分の定量
- ISO 2067 粒状コルク - サンプリング
- ISO 2074 合板 - 用語集
- ISO 2080 金属及びその他の無機質皮膜 - 表面処理、金属及びその他の無機質皮膜 - 用語
- ISO 2081 金属及びその他の無機質皮膜 - 追加処理を伴う鉄鋼素地上の電気亜鉛めっき
- ISO 2082 金属及びその他の無機質皮膜 - 追加処理を伴う鉄鋼素地上の電気カドミウムめっき
- ISO 2100 航空機 - 電気コネクタ - 試験
- ISO 2103 住居及び公共建築物での使用及び占有による負荷
- ISO 2106 アルミニウム及びその合金の陽極酸化 - 重量法による陽極酸化皮膜の単位面積当たりの質量の測定方法
- ISO 2107 アルミニウム及びアルミニウム合金 - 鍛造製品 - 質別記号
- ISO 2108 情報及びドキュメンテーション - 国際標準図書番号(ISBN)
- ISO 2109 連続運搬管理装置 - ばら物用軽量ベルトコンベヤー
- ISO 2110 情報技術 - データ通信 - 25極DTE/DCEインタフェースコネクタ及び連絡番号の割当て
- ISO 2113 強化繊維 - 織物 - 仕様の基礎
- ISO 2114 プラスチック(ポリエステル樹脂)及び塗料(バインダ) - 部分酸価及び総合酸価の測定
- ISO 2115 プラスチック - ポリマー分散 - 白色点温度及びフィルム形成最低温度の測定
- ISO 2131 界面活性剤 - 簡略な分類法
- ISO 2137 石油製品及び潤滑油 - 潤滑グリース及びペトロラタムのコーン浸透度の測定
- ISO 2140 ばら物用連続運搬管理装置 - エプロンコンベヤー
- ISO 2145 ドキュメンテーション - 文字文書の区分及び小区分への番号の割り振り
- ISO 2151 音響 - コンプレッサ及び真空ポンプの騒音試験コード - 工業的方法(等級2)
- ISO 2157 歯科用回転器具 - 呼び径及び表示コード番号
- ISO 2160 石油製品 - 銅に対する腐食性 - 銅片試験
- ISO 2162 製図 - ばね
- ISO 2165 ウェアジャガイモ - 保管の手引
- ISO 2167 丸キャベツ - 冷凍保管及び冷凍輸送の手引
- ISO 2169 果物及び野菜 - 冷蔵庫での物理条件 - 定義及び測定
- ISO 2171 穀物、パルス及び副産物 - 焼却による灰分産出の定量
- ISO 2172 果汁 - 可溶性固形成分の定量方法 - 比重びん法
- ISO 2173 果物及び野菜製品 - 可溶性固形成分の定量方法 - 屈折計法
- ISO 2174 界面活性剤 - カルシウム硬度が既知の水の作成
- ISO 2176 石油製品 - 潤滑グリース - 滴点の測定
- ISO 2177 金属被覆 - 被覆厚さの測定 - 電解式試験方法
- ISO 2178 電気すず・ニッケル合金めっき - 規格及び試験方法
- ISO 2186 暗きょの流量 - 一次要素と二次要素間の圧力信号伝達用連結部
- ISO 2190 粒状コルク - 含有水分の定量
- ISO 2194 工業用スクリーン - 金網クロス、有孔板及び電気鋳造シート - 穴の表示法及び呼びサイズ
- ISO 2203 製図 - 歯車の一般的表示法
- ISO 2205 繊維機械及び附属品 - 紡績機の製図用配置 - 用語集
- ISO 2206 包装 - 包装貨物試験方法 - 試験容器の記号表示方法
- ISO 2207 石油ワックス - 凝固点の測
- ISO 2209 工業用液体ハロゲン化炭化水素 - サンプリング
- ISO 2211 液体化学製品 - ハーゼン単位での色の測定(プラチナ・コバルトスケール)
- ISO 2230 加硫ゴム - 保存方法の指針
- ISO 2231 ゴム又はプラスチック引布 - 標準的環境における調整と試験
- ISO 2233 包装 - 包装貨物試験方法 - 試験の前処置
- ISO 2234 包装 - 包装貨物試験方法 - 静荷重を使う積重ね試験
- ISO 2240 写真 - カラーリバーサルフィルム - ISOスピードの求め方
- ISO 2244 包装 - 包装貨物試験方法 - 水平衝撃試験
- ISO 2245 耐火断熱れんが - 分類
- ISO 2247 包装 - 包装貨物試験方法 - 固定した低振動数での振動試験
- ISO 2248 包装 - 包装貨物試験方法 - 落下衝撃試験
- ISO 2250 丸シャンク及びモールステーパーシャンクを持つモールステーパー及びメトリックテーパーの仕上げリーマー
- ISO 2253 カレー粉 - 仕様
- ISO 2254 粒及び挽きクローブ(粉) - 仕様
- ISO 2261 往復動機関 - 手動制御装置 - 標準的な動きの方向
- ISO 2262 スチールワイヤロープで使用する汎用シンブル - 仕様
- ISO 2267 界面活性剤(非イオン系) - ポリエチレングリコール及び非イオン系活性物質(付加物)の定量方法 - ワイブル法
- ISO 2270 非イオン系界面活性剤 - ポリエトキシル誘導体 - オキシエチレン基のヨード滴定法
- ISO 2271 界面活性剤 - 洗剤 - 手動又は機械式二段階滴定手順による陰イオン活性物質の定量
- ISO 2272 界面活性剤 - 石鹸 - 吸光光度分析による遊離グリセロールの量成分の定量
- ISO 2281 一般用防水時計[1]
- ISO 2283 呼び径がM3-M24及び1/8-1インチのロングタップ - 縮小シャンクタップ
- ISO 2284 管用平行ねじ及び管用テーパねじのハンドタップ - 一般的寸法及びマーク
- ISO 2285 加硫ゴム又は熱可塑性ゴム - 定伸びにおける引張ひずみ及び定引張加重のもとでの伸びとクリープの求め方
- ISO 2286 ゴム又はプラスチック引布 - 巻付き特性の求め方
- ISO 2291 カカオ豆 - 含有水分の定量(一般的方法)
- ISO 2292 カカオ豆 - サンプリング
- ISO 2302 イソブテン-イソプレンゴム(IIR) - 評価手順
- ISO 2303 イソプレンゴム(IR) - 非油展、溶液重合タイプ - 評価手順
- ISO 2308 30トン以下の貨物コンテナ用フック - 基本的要求事項
- ISO 2313 繊維 - 復元角度の測定によって繊維の試験片が水平に畳んだ折り曲げからの復元力の測定
- ISO 2314 ガスタービン - 合否判定試験
- ISO 2315 航空機 - 二極及び四極シールド電磁リレー、2A及び3A - クリアランス及び取付寸法
- ISO 2320 プリベリングトルク形鋼製ナット - 機械的及び性能的特性
- ISO 2321 ゴム糸 - 試験方法
- ISO 2322 スチレン-ブタジエンゴム(SBR) - エマルション溶液重合タイプの評価方法
- ISO 2328 フォークリフトトラック - フック式フォークアーム及びフォークキャリア - 取付寸法
- ISO 2330 フォークリフトトラック - フォークアーム - 技術特徴及び試験
- ISO 2331 フォークリフトトラック - フック式フォークアーム - 用語
- ISO 2332 農業用トラクタ及び機械 - 三点リンケージによる用具の連結 - 用具周囲のクリアランスゾーン
- ISO 2336 弓のこ刃
- ISO 2342 シャンク形すりわり付き止めねじ
- ISO 2346 路上走行車 - フラット台座及び19 mm六角及びそのシリンダヘッドハウジングをもつM14x1.25コンパクトスパークプラグ
- ISO 2351 ねじ及びナット用アセンブリ工具 - 機械作動式ねじ回しビット
- ISO 2353 ジルコニウム、希土類、トリウム及び銀を含有するマグネシウム合金中マンガンの定量方法 - 過よう素酸吸光光度法
- ISO 2355 マグネシウム及びその合金中の希土類元素の定量方法 - 重量法
- ISO 2360 非磁性電導素地上の非電導性被覆 - 皮膜厚さの測定 - 振幅感応渦電流法
- ISO/IEC 2375 情報技術 - エスケープシーケンス及び符号化文字集合の登録手順
- ISO 2380 ねじ及びナットの取付工具 - すりわり付きねじのねじ回し
- ISO/IEC 2382 情報技術 - 用語集
- ISO 2384 ドキュメンテーション - 翻訳の表示法
- ISO 2386 厚板状コルク材、未処理コルク、コルク片、コルク材のごみ及びコルク廃棄物 - 含有水分の測定
- ISO 2393 ゴム配合試験 - 準備、混合及び加硫 - 機器及び手順
- ISO 2394 構造物の信頼性に関する一般原則
- ISO 2398 ゴムホース - 圧縮空気用布補強 - 仕様
- ISO 2402 スロットドライブのあるテーパ穴(テーパ穴1:30)付きシェルリーマ及びシェルリーマ用アーバー
- ISO 2403 繊維 - 綿花 - ミクロネール値の測定
- ISO 2406 連続運搬管理装置 - 移動及び携帯コンベヤ - 構造仕様
- ISO 2407 横軸内面研削盤の検査 - 精度検査
- ISO 2408 汎用スチールワイヤロープ - 最低限の要求事項
- ISO 2409 塗料及びワニス - 付着性(クロスカット法)
- ISO 2411 ゴム又はプラスチック被覆 - 接着塗布の求め方
- ISO 2412 造船 - 表示灯の色
- ISO 2415 一般巻上げ用鍛造シャックル - ディーシャックル及びバウシャックル
- ISO 2417 レザー - 物理及び機械試験 - 静的吸水率の測定
- ISO 2418 レザー - 化学、物理及び機械並びに堅ろう度試験 - サンプリング位置
- ISO 2419 レザー - 物理及び機械試験 - 試験片の調製及び状態調節
- ISO 2420 レザー - 物理及び機械試験 - 見掛け密度の測定
- ISO 2421 研磨布紙 - 円筒スリーブ
- ISO 2424 繊維製床の敷物 - 用語
- ISO 2426 合板 - 外観による分類法
- ISO 2431 塗料及びワニス - 粘度(フローカップ法)
- ISO 2439 軟質気泡性材料 - 押込式硬さの求め方
- ISO 2444 建築物のジョイント - 用語
- ISO 2445 建築物のジョイント - 設計の基本原則
- ISO 2446 牛乳 - 脂肪分の定量方法
- ISO 2447 果物及び野菜 - すず成分の定
- ISO 2448 果物及び野菜 - エタノール成分の定量
- ISO 2449 牛乳及び液状乳製品 - 表面張力が約45 mN/mの製品用密度比重計
- ISO 2450 クリーム - 脂肪分の定量方法 - 重量法(参照方法)
- ISO 2451 ココア豆 - 仕様
- ISO 2467 映画撮影 - 65mm/5孔口径映画撮影カメラによって作り出される画像面積及び70mm/5孔動画プリントの最大投影画像面積 - 位置及び寸法
- ISO 2469 紙、板紙及びパルプ - 拡散反射率試験方法
- ISO 2470 紙、板紙及びパルプ - 拡散青色光反射率の測定
- ISO 2471 紙及び板紙 - 不透明度(紙裏あて)試験方法 - 拡散反射法
- ISO 2475 クロロプレンゴム(CR) - 汎用 - 特性評価
- ISO 2476 ブタジエンゴム(BR) - 溶液重合 - 評価方法
- ISO 2477 耐火断熱れんが - 永久線変化率の測定
- ISO 2478 緻密質耐火れんが - 永久線変化率の測定
- ISO 2479 工業用塩化ナトリウム - 水又は酸に溶けない物質の定量及びその他の定量用主要溶液の作成
- ISO 2490 テノン駆動又は軸キー溝を持つ一条(一体鋳造)ホブ、0,5～40モジュール - 呼び寸法
- ISO 2503 ガス溶接器具 - 溶接、切断及び300バール以下の関連工程に使用するガスボンベの圧力調整器及び流量計付き圧力調整器
- ISO 2505 熱可塑性パイプ - 縦の復元 - 試験方法及びパラメタ
- ISO 2507 熱可塑性管及び管継手 - ビカー軟化温度
- ISO 2509 タイル状吸音性膨張純粋凝集コルク
- ISO 2510 タイル状遮音性合成コルク
- ISO 2531 導水用ダクタイル鋳鉄製管、管継手、附属品及びその継手
- ISO 2532 鋼ワイヤ製ロープ - 用語
- ISO 2533 標準大気
- ISO 2534 路上走行車 - エンジン試験基準 - 総出力
- ISO 2535 プラスチック - 不飽和ポリエステル - 周囲温度におけるゲル化時間の測定
- ISO 2537 液体比重測定法 - 回転要素流速計
- ISO 2538 製品の幾何特性仕様(GPS) - プリズム角度及びプリズムこう配
- ISO 2555 プラスチック - 液状の樹脂又は乳状又は分散状の樹脂 - ブルックフィールド試験による見掛け粘度の測定
- ISO 2556 プラスチック - 大気圧におけるフィルム及び薄板のガス透過率の測定方法 - マノメータによる方法
- ISO 2558 プラスチック補強用織物用ガラスチョップトストランドマット - バインダがスチレンに溶解する時間の測定
- ISO 2559 織物用ガラス - (チョップトストランド又は連続ストランド製)マット - 表示法及び仕様の基礎
- ISO 2560 溶接材料 - 非合金細粒鋼の手動アーク溶接用被覆電極 - 分類
- ISO 2561 プラスチック - ガスクロマトグラフィーによるポリスチレン(PS)及び耐衝撃性ポリスチレン)PS-I)中の残留スチレン単量体の定量
- ISO 2563 航空機のダクト及び配管 - Vバンド継手のフランジの断面寸法
- ISO 2572 繊維機械及び附属品 - カードゲージ
- ISO 2577 プラスチック - 熱硬化性成形材 - 収縮量の測定
- ISO 2578 プラスチック - 長時間熱に暴露した後の時間温度限界の測定
- ISO 2580 プラスチック - アクリロニトリル/ブタジエン/スチレン(ABS)成形材及び押出成形材
- ISO 2587 プレイボア及びタングドライブ付き側フライス及び正面フライス
- ISO 2589 レザー - 物理及び機械試験 - 厚さの測定
- ISO 2592 引火点及び発火点の測定 - クリーブランドオープンカップ法
- ISO/IEC 2593 情報技術 - システム間の電気通信及び情報交換 - 34極DTE/DCEインタフェースコネクタ結合性寸法及び端子番号の割当
- ISO 2596 鉄鉱石 - 分析サンプルの湿分の定量方法 - 重量法、カール・フィッシャー法及び質量減少法
- ISO 2597 鉄鉱石 - 鉄分総量の定量方法
- ISO 2599 鉄鉱石 - りん含有量の定量 - 滴定法
- ISO 2602 測定結果の統計的な解釈方法 - 平均の推定 - 信頼区間
- ISO 2628 基本形制御手順 - 補数
- ISO 2631 機械振動及び衝撃 - 全身振動に暴露される人体の評価
- ISO 2633 建物及び倉庫の建造における公定床強度の測定
- ISO 2635 航空機 - 汎用航空機電気ケーブル及び宇宙航行体体用導体 - 寸法及び特徴
- ISO 2636 情報処理 - フローチャートにおける統合フローチャート記号の対する規約[2]
- ISO 2639 鋼 - 浸炭硬化層の有孔深さの測定及び確認
- ISO 2646 ウール - 繊維図形機を用いたウーステッドシステムで処理される繊維の長さの測定
- ISO 2685 航空機 - 機上装備の環境試験手順 - 指定防火域における耐火性
- ISO 2692 製品の幾何特性仕様(GPS) - 幾何公差表示方式 - 最大実体公差方式(MMR)、最小実体公差方式(LMR)及び相反公差方式(RPR)
- ISO 2701 汎用非合金鋼ワイヤロープのドロンワイヤ - 合否判定条件
- ISO 2702 熱処理鋼タッピングねじ - 機械特性
- ISO 2709 情報及びドキュメンテーション - 情報交換形式
- ISO 2710 往復動機関 - 用語
- ISO 2719 引火点の測定方法 - ペンスキー-マルテンス密閉カップ法
- ISO 2725 ねじ及びナットの取付工具 - 四角形ドライブソケット
- ISO 2739 焼結軸受 - 圧環強さ測定方法
- ISO 2740 焼結金属材料（超硬金属を除く） - 引張試験片
- ISO 2746 ほうろう - 腐食のはげしい条件下で使用されるほうろう製品 - 高電圧試験
- ISO 2747 ほうろう - 調理用ほうろう器物 - 耐熱衝撃試験
- ISO 2748 繊維機械及び附属品 - ジャカード織用矢金
- ISO 2758 紙 - 破裂強さ試験方法
- ISO 2759 板紙 - 破裂強さ試験方法
- ISO 2768 普通公差
- ISO 2773 丸コラム直立ボール盤の検査 - 精度検査
- ISO 2775 情報処理用事務機器及び印刷機 - 使い捨て式紙製又はプラスチック製印刷リボンの幅及びリボンの末端の表示マーク
- ISO 2780 テノンドライブを持つフライス - カッタアーバー付きの互換性寸法 - メートル系
- ISO 2781 加硫又は熱可塑性ゴム - 密度の求め方
- ISO 2782 加硫ゴム、熱可塑性ゴム - ガス透過性の求め方
- ISO 2784 情報処理用連続紙 - サイズ及びスプロケット送り穴
- ISO 2788 ドキュメンテーション - 単一言語類語辞典の作成及び開発指針
- ISO 2789 情報及びドキュメンテーション - 国際図書館統計データ
- ISO 2790 ベルト駆動 - 自動車産業用Vベルト及び対応プーリー - 寸法
- ISO 2800 写真 - 使い捨て写真用閃光電球 - フラッシャビリティの定義と評価方法
- ISO 2808 塗料及びワニス - 膜厚の測定
- ISO 2810 塗料及びワニス - 被膜の自然暴露 - 暴露及び評価
- ISO 2811 塗料及びワニス - 密度の測定
- ISO 2812 塗料及びワニス - 耐液体性の測定
- ISO 2815 ペイント及びワニス - ブッフホルツ押込み圧痕試験
- ISO 2817 タバコ及びタバコ製品 - 塩酸不溶性ケイ酸含有残留物の定量方法
- ISO 2822 牛の生皮及び子牛の皮
- ISO 2831 工業用ふっ化ナトリウム - 不溶分の定量
- ISO 2834 グラフィック技術 - 試験印刷の試験室作成
- ISO 2836 グラフィック技術 - 印刷及び印刷用インク - 各種作用薬に対する耐性の評価
- ISO 2846 グラフィック技術 - 四色印刷用インクセットの色及び透明度
- ISO 2855 放射性物質 - 輸送容器 - 内容物及び放射線の漏洩試験
- ISO 2858 片吸込遠心ポンプ(16 bar級) - 呼び,呼び要目及び寸法
- ISO 2859 計数値検査に対する抜取検査手順
- ISO 2860 土工機械 - 整備用開口部最小寸法
- ISO 2865 アルミニウム製造用酸化アルミニウム - 簿論成分の定量方法 - クルクミンによる分光光度法
- ISO 2867 土工機械 - アクセスシステム
- ISO 2870 界面活性剤 - 洗剤 - 酸性状態で加水分解できる陰イオン活性物質及び加水分解できない陰イオン活性物質の定量
- ISO 2873 包装 - 包装貨物試験方法 - 低圧試験
- ISO 2875 包装 - 包装貨物試験方法 - 散水試験
- ISO 2878 加硫ゴム - 導電性及び静電防止製品 - 電気抵抗の求め方
- ISO 2881 タバコ及びタバコ製品 - アルカロイド成分の定量方法 - 分光光度法
- ISO 2884 塗料及びワニス - 回転粘度計による粘度の測定
- ISO 2891 モジュラユニットの形状・寸法 - センタベース及びコラム
- ISO 2892 オーステナイト鋳鉄 - 分類
- ISO 2896 硬質発泡プラスチック - 吸水量の測定
- ISO 2897 プラスチック - 耐衝撃性ポリスチレン(PS - I)成形及び押出成形材
- ISO 2898 プラスチック - 軟質ポリ塩化ビニール(PVC-P)成形及び押出成形材
- ISO 2902 ISOメートル台形ねじ - 全体系
- ISO 2904 ISOメートル台形ねじ - 基準寸法
- ISO 2906 映画撮影 - カメラの絞りによって35mm動画フィルムに作り出される画像面積 - 位置及び寸法
- ISO 2907 映画撮影 - 35mm動画フィルムの最大映写画像面積 - 位置及び寸法
- ISO 2909 石油製品 - 運動粘度からの粘度指数の計算
- ISO 2910 映画撮影 - 動画映写のためのスクリーン輝度及びクロミナンス
- ISO 2911 加糖練乳 - 蔗糖成分の定量方法 - 偏光分析法
- ISO 2915 ウール - ろ紙電気泳動及び色彩測定よるウール加水分解物のシステイン酸成分の定量
- ISO 2920 ホウェイチーズ - 乾物分の測定(参照方法)
- ISO 2921 加硫ゴム - 低温特性の求め方 - 温度収縮手順(TR試験)
- ISO 2922 音響 - 内陸水路及び港の船舶が発する空気伝達音の測定
- ISO 2926 一次アルミニウム製造用酸化アルミニウム - 45 m～150 mの範囲の粒径分析法 - 電子ふるいを使用する方法
- ISO 2928 液相又は気相の液化石油ガス(LPG)及び25バール（2.5 Mpa）以下の天然ガス用のゴムホース及びホースアセンブリ - 仕様
- ISO 2929 燃料大量輸送用ゴムホース及びホースアセンブリ - 使用
- ISO 2930 天然ゴム - 可塑度残留指数(PRI)の求め方
- ISO 2931 アルミニウム及びその合金の陽極酸化 - アドミッタンス測定による陽極酸化皮膜の封孔度の評価法
- ISO 2936 ねじ及びナットの取付工具 - 六角ソケットねじキー
- ISO 2939 映画撮影 - 35mm動画リリースプリントの映像面積及び映画音響記録 - 位置及び寸法
- ISO 2941 油圧動力 - フィルタエレメント - へこみ/破裂圧力定格
- ISO 2942 油圧動力 - フィルタ要素 - 製造の完全性の検証及び第一泡立ち点の測定
- ISO 2943 油圧動力 - フィルタ要素 - 液体と材料との適合性の検証
- ISO 2944 流体動力装置及び構成部品 - 公称圧力
- ISO 2950 褐炭及び亜炭 - 含有水分総量及びタール収量に基づく種類の分類
- ISO 2954 回転及び往復運動機械の機械振動 - 振動シビアリティ測定器に対する要求事項
- ISO 2959 繊維 - 織物の解説
- ISO 2962 チーズ及び加工チーズ製品 - リン成分総量の定量方法 - 吸光光度測定法
- ISO/TS 2963 チーズ及び加工チーズ製品 - クエン酸成分の定量方法 - 酵素法
- ISO 2965 離散又は単方向通気部を持つ材料を含む、シガレット巻紙、フィルタプラグ巻紙、フィルタ結合紙等の材料品及び異なる通気度のベンドをもつ材料 - 通気度の測定方法
- ISO 2971 シガレット及びフィルタロッド - 呼び径の測定方法 - レーザービーム測定器を用いる方法
- ISO 2974 ディーゼルエンジン - 60度のメスコーンを持つ高圧燃料噴射管終端コネクタ
- ISO 2975 暗きょにおける流水量の測定 - トレーサ法
- ISO 2976 研磨布紙 - 研磨ベルト - 幅と長さの組合せの選択
- ISO 2977 石油製品及び炭化水素溶剤 - アニリン点及び混合アニリン点の測定
- ISO 2982 転がり軸受 - 附属品